# São João do Ivaí
São João do Ivaí là một đô thị thuộc bang Paraná, Brasil. Đô thị này có diện tích 353,331 km², dân số năm 2007 là 12022 người, mật độ 39,5 người/km².